# World Heavyweight Championship (WWE, 2002–2013)
World Heavyweight Championship (em português, Campeonato Mundial de Pesos Pesados) foi um campeonato mundial de peso pesado de luta livre profissional masculino criado e promovido pela promoção americana WWE. Foi o segundo campeonato mundial criado pela empresa, depois do título mundial original, o Campeonato da WWE (1963). O título foi um dos dois principais campeonatos da empresa de 2002 a 2006 e de 2010 a 2013, complementando o Campeonato da WWE, e um dos três principais campeonatos de 2006 a 2010 com a adição do Campeonato Mundial dos Pesos Pesados da ECW.
Fundado em setembro de 2002, a sua criação surgiu como resultado do Campeonato Indiscutível da WWE se tornar exclusivo da marca SmackDown, abandonando posteriormente o apelido de "indiscutível", o que deixou o Raw sem título mundial. O Raw então criou o Campeonato Mundial de Pesos Pesados e o título foi concedido a Triple H. Os títulos foram transferidos entre as marcas em diferentes ocasiões (geralmente como resultado do WWE Draft) até 29 de agosto de 2011, quando toda a programação se tornou "supershows" do elenco completo. O Campeonato Mundial de Pesos Pesados foi retirado no TLC: Tables, Ladders & Chairs em 15 de dezembro de 2013, quando foi unificado com o Campeonato da WWE com Randy Orton reconhecido como o campeão final.
O título foi um dos cinco representados pelo histórico "Big Gold Belt" (Grande Cinto Dourado), introduzido em 1986. Sua herança remonta ao primeiro campeonato mundial de pesos pesados, conferindo ao cinturão um legado de mais de 100 anos, o mais antigo do mundo.

## História
O World Heavyweight Championship na sua forma actual remonta até Janeiro de 1990, quando a WCW separou-se oficialmente da NWA, com quem eram afiliados, e passaram a ter o seu próprio título, o WCW World Heavyweight Championship. Desde então, foi um título separado do NWA World Heavyweight Championship.
Após a compra da WCW pela então World Wrestling Federation em 2001, a WWF unificou o WCW World Heavyweight Championship com o seu WWF Championship para transformá-los no Undisputed Championship, que consistia em o campeão ter ambos os títulos físicos representados num só cinto, que foi apresentado a 1 de Abril de 2002. A 2 de Setembro desse ano, os dois títulos separam-se e cinto original do WCW World Heavyweight Championship foi recuperado, apesar da linhagem de campeões pós-2002 ser separada da versão WCW.
No  Dois meses depois, no TLC: Tables, Ladders & Chairs, o até então campeão da WWE Randy Orton derrotou o campeão mundial dos pesos-pesados John Cena para unificar o WWE Championship ao World Heavyweight Championship para criar o "WWE World Heavyweight Championship".

## Reinados

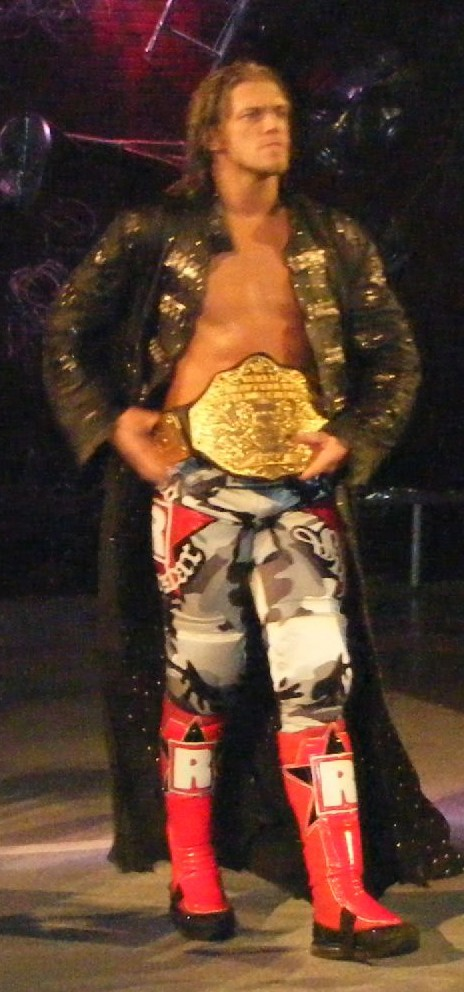
Recodista sete vezes campeão Edge.

O campeão inaugural foi Triple H, e houve 25 campeões diferentes no total. O reinado mais longo do campeonato foi o primeiro reinado de Batista, que durou de 3 de abril de 2005 a 10 de janeiro de 2006, num total de 282 dias. Triple H detém o recorde de reinados combinados mais longos, com 616 dias em 5 reinados. O campeão com reinado mais curto foi Randy Orton em seu quarto e último reinado, que imediatamente retirou o campeonato ao vencê-lo no TLC: Tables, Ladders & Chairs (2013) e unificá-lo com o Campeonato da WWE. Ele também foi o campeão mais jovem, ao conquistar o título pela primeira vez aos 24 anos e 136 dias durante o SummerSlam (2004) em agosto. O campeão mais velho foi The Undertaker, que conquistou o título pela terceira e última vez aos 44 anos durante Hell in a Cell (2009) em outubro de 2009. Edge deteve o título mais vezes, com sete reinados de campeonato entre 2007 e 2011. Lá foram seis vagas ao longo da história do título.
Randy Orton foi o campeão final em seu quarto reinado. Ele derrotou John Cena em uma luta Tables, Ladders and Chairs no TLC em Houston, Texas, em 15 de dezembro de 2013, para unificar os Campeonatos Mundial dos Pesos Pesados e da WWE.